# Моршен (Німеччина)
Моршен (нім. Morschen) — громада в Німеччині, знаходиться в землі Гессен. Підпорядковується адміністративному округу Кассель. Входить до складу району Швальм-Едер.
Площа — 47,94 км2. Населення становить 3225 ос. (станом на 31 грудня 2020).

## Цікаві місця
Весь муніципалітет Моршен може похвалитися широким спектром історичних та культурних пам'яток. Особливо виділяються монастир Гайдау, історична ринкова вулиця в Нойморшені, садиба в стилі пізнього бароко "Альтес Форштамт" та єврейське кладовище в Бінсфьорті. 

## Особистості
- Йоганн Сутель (бл. 1504-1575), протестантський теолог і реформатор, народився в Моршені.
- Август Хайнцерлінг (1899-1989), винахідник "Рюрфікса", виробленого в Моршені
- Нільс Зееталер (*1981), культурний антрополог
- 1981: Вальтарі Бергманн (1918-2000), ректор, краєзнавець
- 2001: Людвіґ Ґеорґ Браун (*1943), німецький бізнесмен

## Галерея

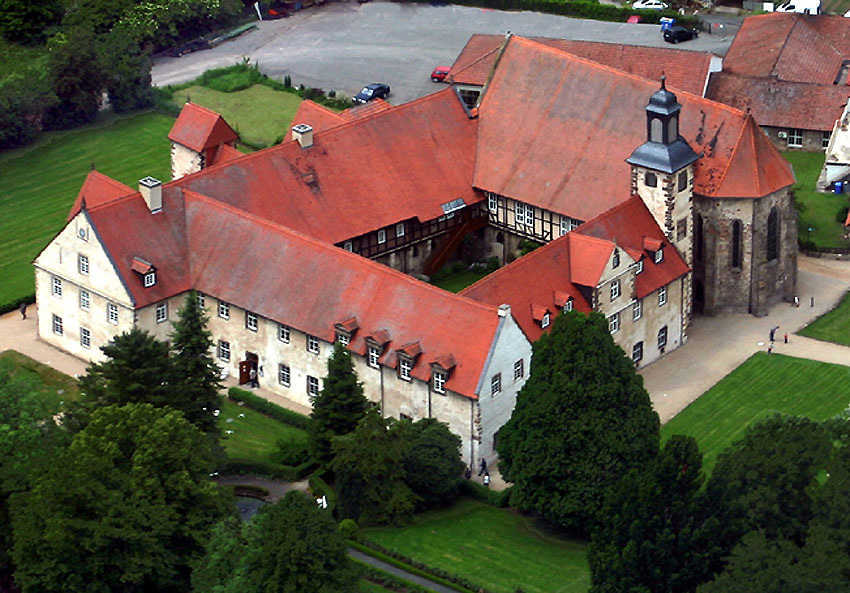
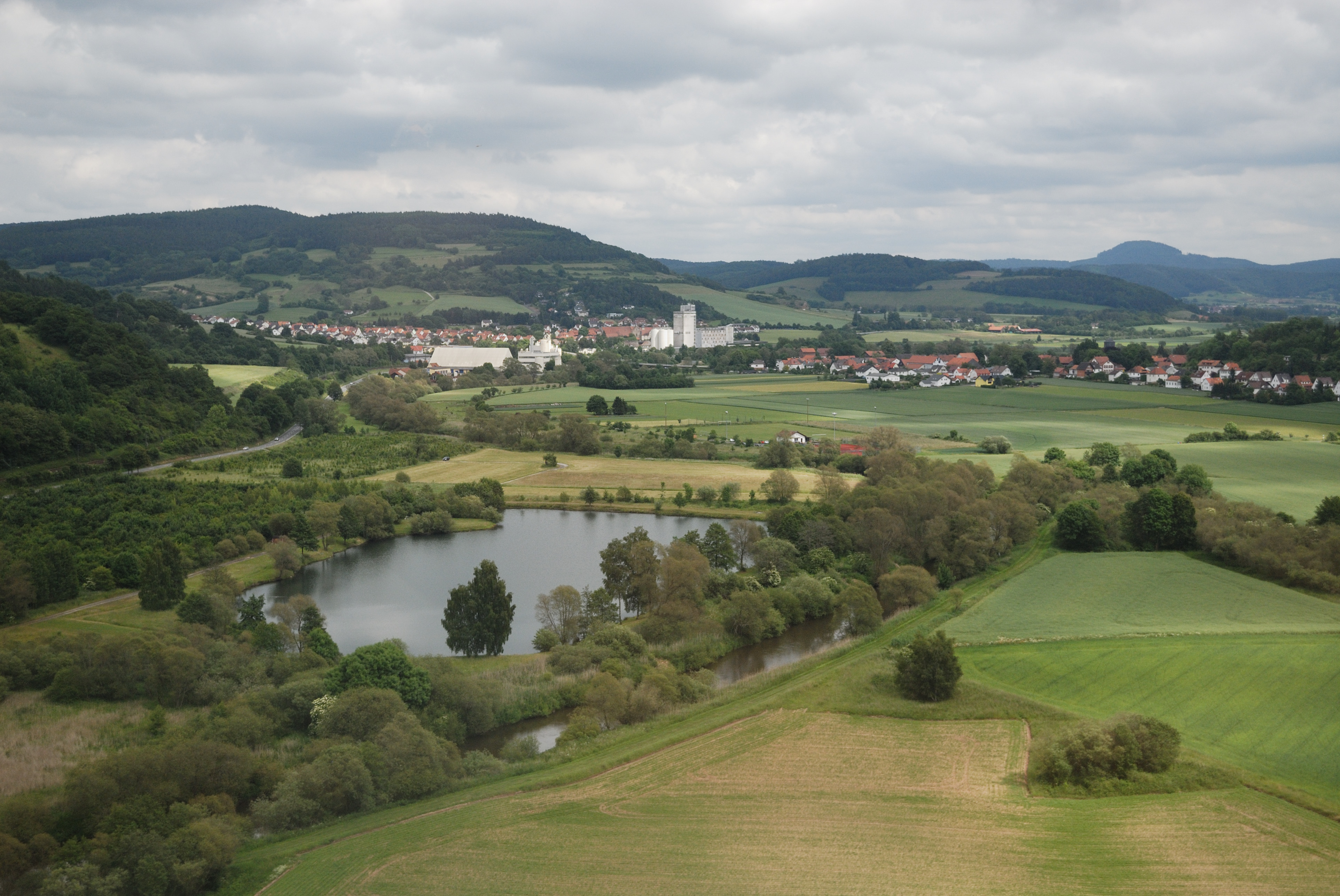
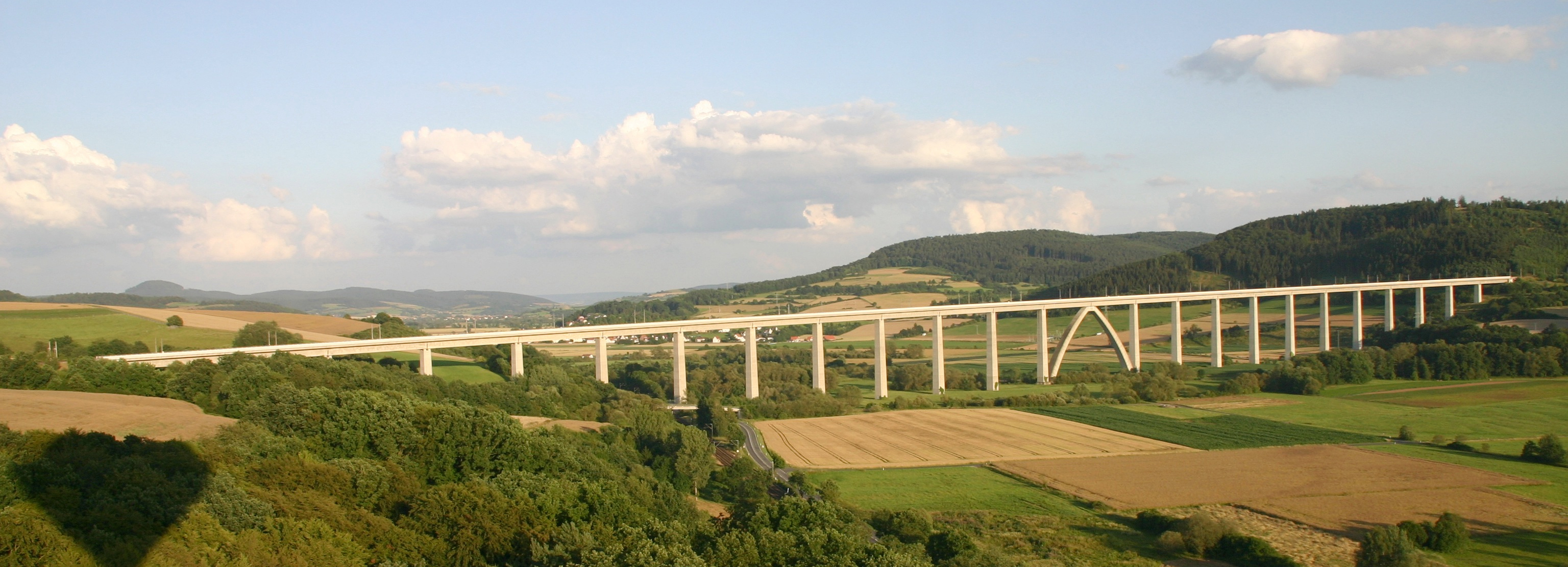